# تهی‌شدن گاز

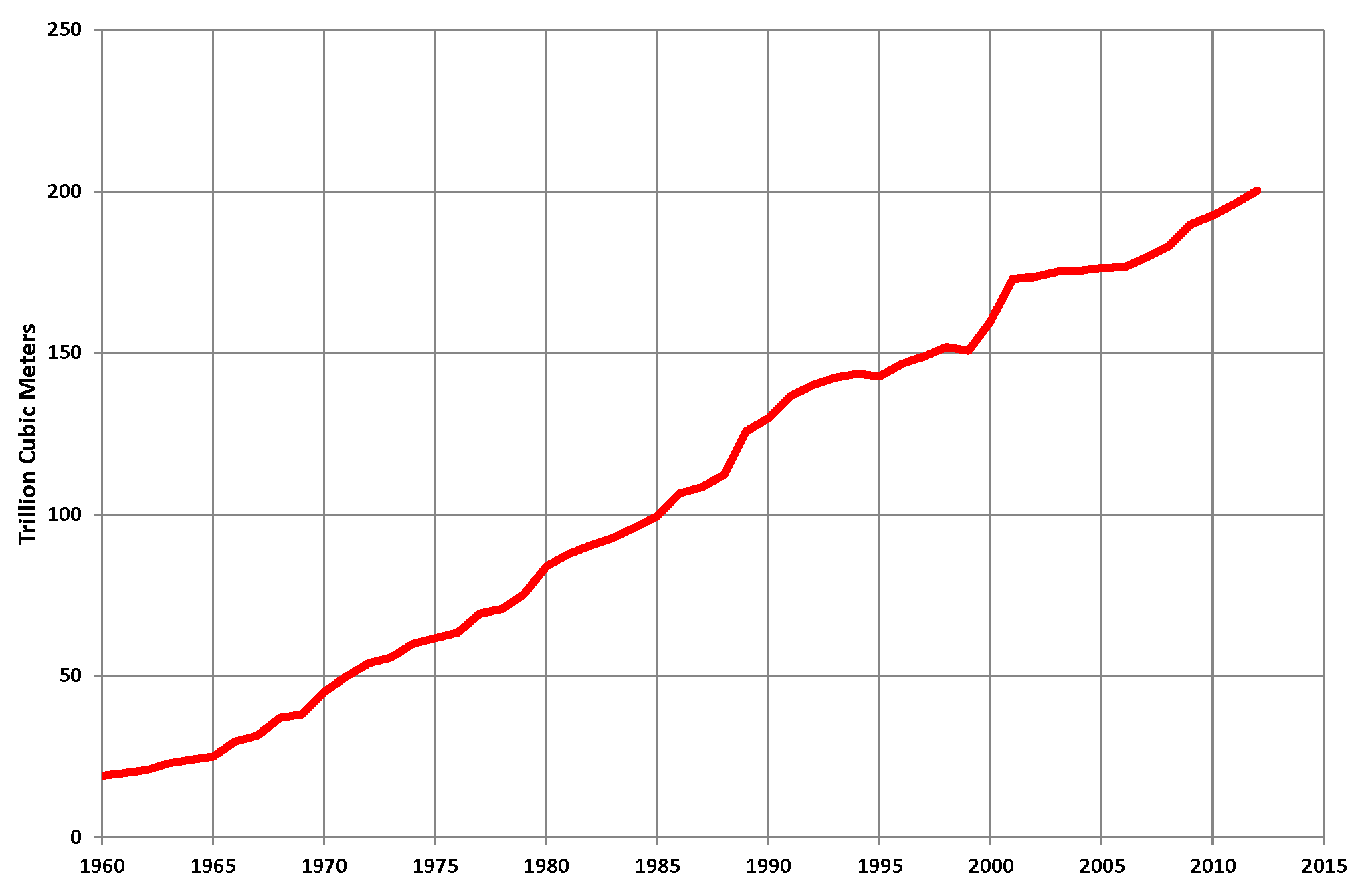
ذخایر اثبات‌شده گاز طبیعی جهانی بین سال‌های ۱۹۶۰ تا ۲۰۱۲ (اوپک)

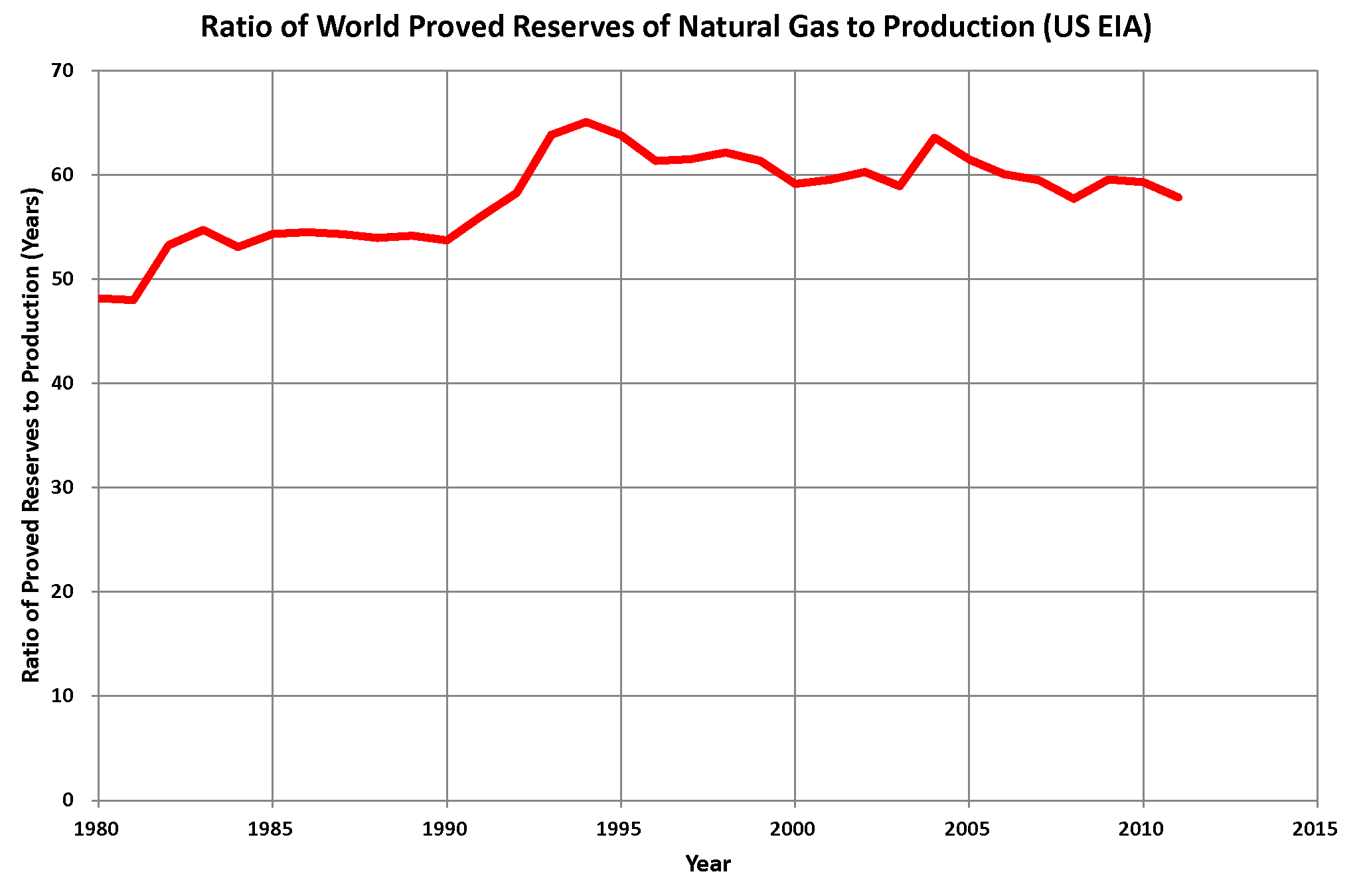
نسبت ذخایر گاز اثبات شده جهان به تولید، ۱۹۸۰–۲۰۱۱

تهی‌شدن گاز یا فروکاهش گاز (به انگلیسی: Gas depletion) کاهش تولید گاز طبیعی در یک چاه، میدان گازی یا منطقه جغرافیایی است.